# Чарлз Джу
Чарлз Конг Джу (англ. Charles Kong Djou; нар. 9 серпня 1970, Лос-Анджелес, Каліфорнія) — американський політик-республіканець, член Палати представників США від 1-го округу Гаваїв (2010–2011). Джу, який раніше входив до Палати представників Гаваїв (2002–2010) і міської ради Гонолулу (2000–2002), є першим тайським американцем і першим китайським американцем-республіканцем обраним до американської Палати представників.

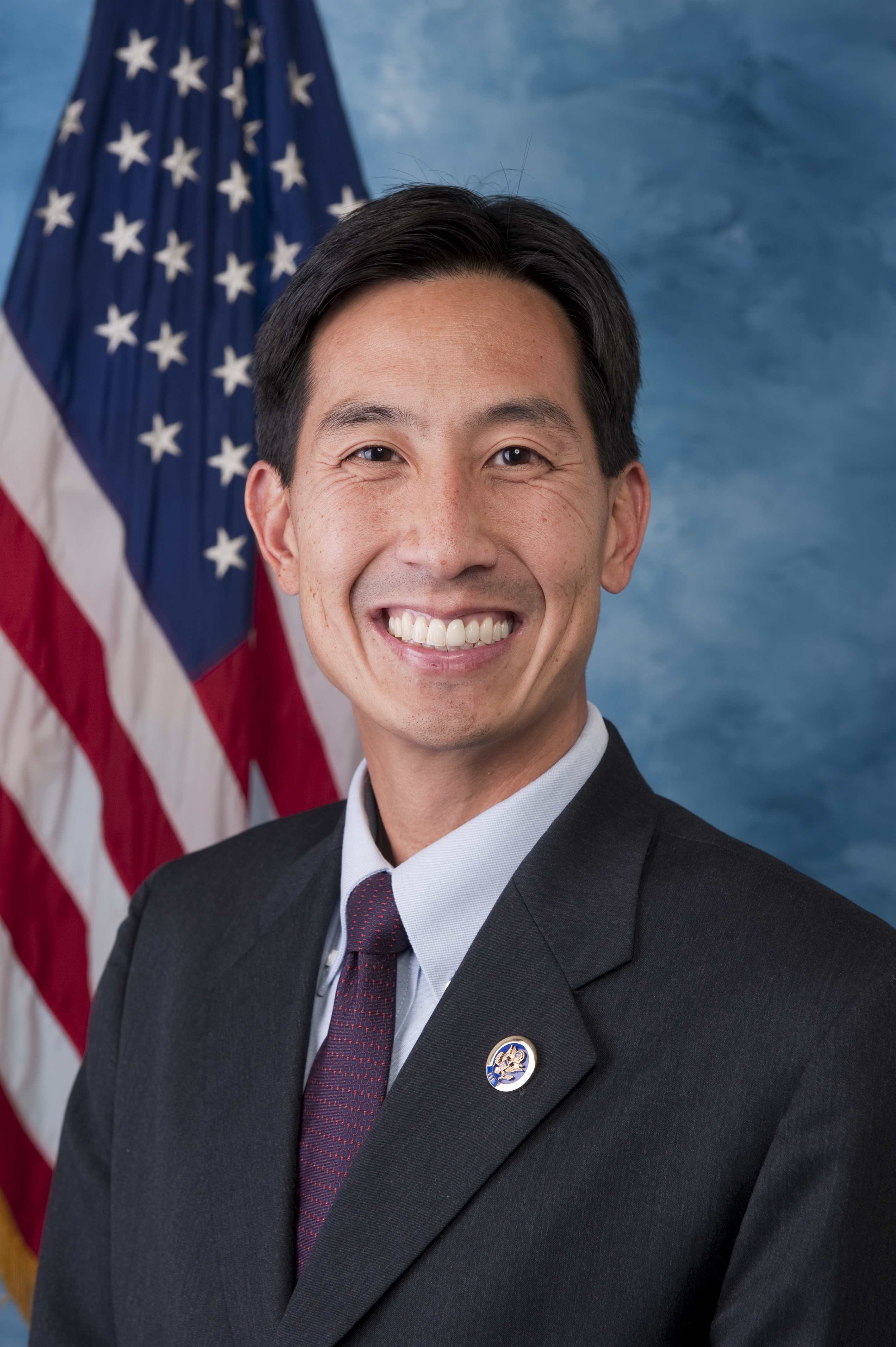
Чарлз Джу

Закінчив Пенсильванський університет (1992), отримав ступінь доктора права в Університеті Південної Каліфорнії (1996). Він служив в Армії Сполучених Штатів, працював адвокатом і був віце-головою Республіканської партії Гаваїв (1998–1999).